# Xi Hydrae
Désignations
Xi Hydrae (ξ Hya, ξ Hydrae) est une étoile géante de la constellation de l'Hydre. Sa magnitude apparente est de 3,54. Elle est située à 130 années-lumière de la Terre et elle s'en rapproche à une vitesse radiale de −4,6 km/s.

## Propriétés
Xi Hydrae s'approche de la fin de sa vie, et son enveloppe externe a gonflé pour devenir une géante rouge. Elle est classée comme une géante de type spectral G7 III. L'étoile est environ 2,9 fois plus massive que le Soleil et sa température de surface est de 4 984 K. Elle a un rayon d'environ 10 fois celui du Soleil et sa luminosité est 58 plus grande que celle du Soleil
L'étoile Xi Hya est devenue très intéressante dans le domaine de l'astérosismologie depuis qu'un groupe international d'astronomes a découvert qu'elle se comporte comme un gigantesque instrument de musique dans les fréquences ultra basses.

## Nomenclature
Xi Hydrae porte la désignation de Flamsteed de 19 Crateris. John Flamsteed, dans son catalogue d'étoiles, incluait parmi les constellations l'Hydre (Hydra) ainsi que « l'Hydre et la Coupe » (Hydra & Crater). Cette dernière incluait indifféremment les étoiles de la Coupe à proprement parler et les étoiles de l'Hydre qui sont situées en dessous ou à côté d'elle, les frontières entre les deux constellations étant alors mal définies.